# Ditrichocorycaeus anglicus
Ditrichocorycaeus anglicus is een eenoogkreeftjessoort uit de familie van de Corycaeidae. De wetenschappelijke naam van de soort is voor het eerst geldig gepubliceerd in 1857 door Lubbock.